# Redoxpotential
Redoxpotential (reduktion-oxidation-potential), betecknat Eh, är en elektrisk potential (mätt i volt) som mäter en substans affinitet per elektroner (det vill säga energi som frigörs när föreningen bildas eller splittras dividerat per elektron). Om ett ämne oxideras så finns ett ämne som också reduceras, och vice versa, därav namnet.
Man utgår vanligtvis från väte, som har redoxpotentialen 0 (noll). En substans som har större elektronegativitet än väte har positiv redoxpotential och är mer benägen att genomgå reduktion. Substanser med lägre elektronegativitet än väte har negativ redoxpotential och är mer benägna att oxideras.
När elektroner rör sig "nedåt" i en redoxreaktion, frigörs energi som brukar betecknas −ΔG (skillnad i Gibbs fria energi G). Man behöver tillföra motsvarande energi (+ΔG) för att vända reaktionen så att elektronerna rör sig "uppåt".
Mängden syre i ett livsmedel kan mätas med hjälp av redoxpotentialen. En positiv redoxpotential anger aeroba förhållanden (mjölk, malet kött etc.), medan en negativ redoxpotential motsvarar anaeroba förhållanden (ost, vete etc.).